# Stazione di Tangeri-Ville
La stazione di Tangeri-Ville è una stazione ferroviaria del Marocco a servizio della città di Tangeri.

## Storia

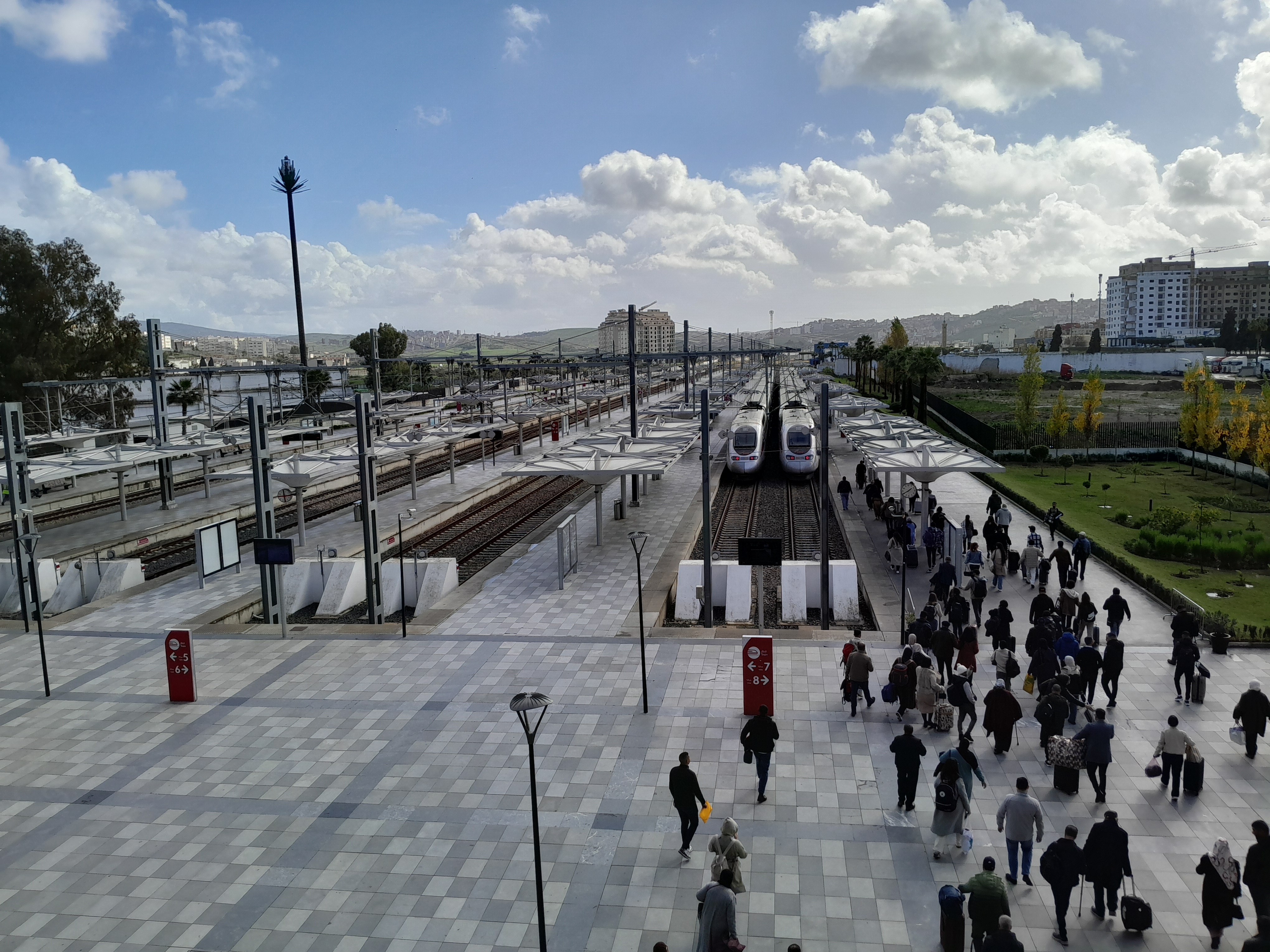
Tangeri-Ville 2025

La stazione nuova di Tangeri-Ville è stata inaugurata il 27 agosto 2003; è composta di un moderno fabbricato viaggiatori con una superficie coperta di 1.880 m², un centro polivalente di 2.700 m², 3 binari per uso viaggiatori e un ampio parcheggio di 3.200 m².
Tangeri-Ville ha sostituito l'antica e obsoleta stazione di Mghogha che una volta restaurata sarà adibita al servizio merci.

## Collegamenti diretti
- Tangeri - Fès
- Tangeri - Casablanca
- Tangeri - Marrakech
- Tangeri - Tangeri Med